# Gesztesi vár

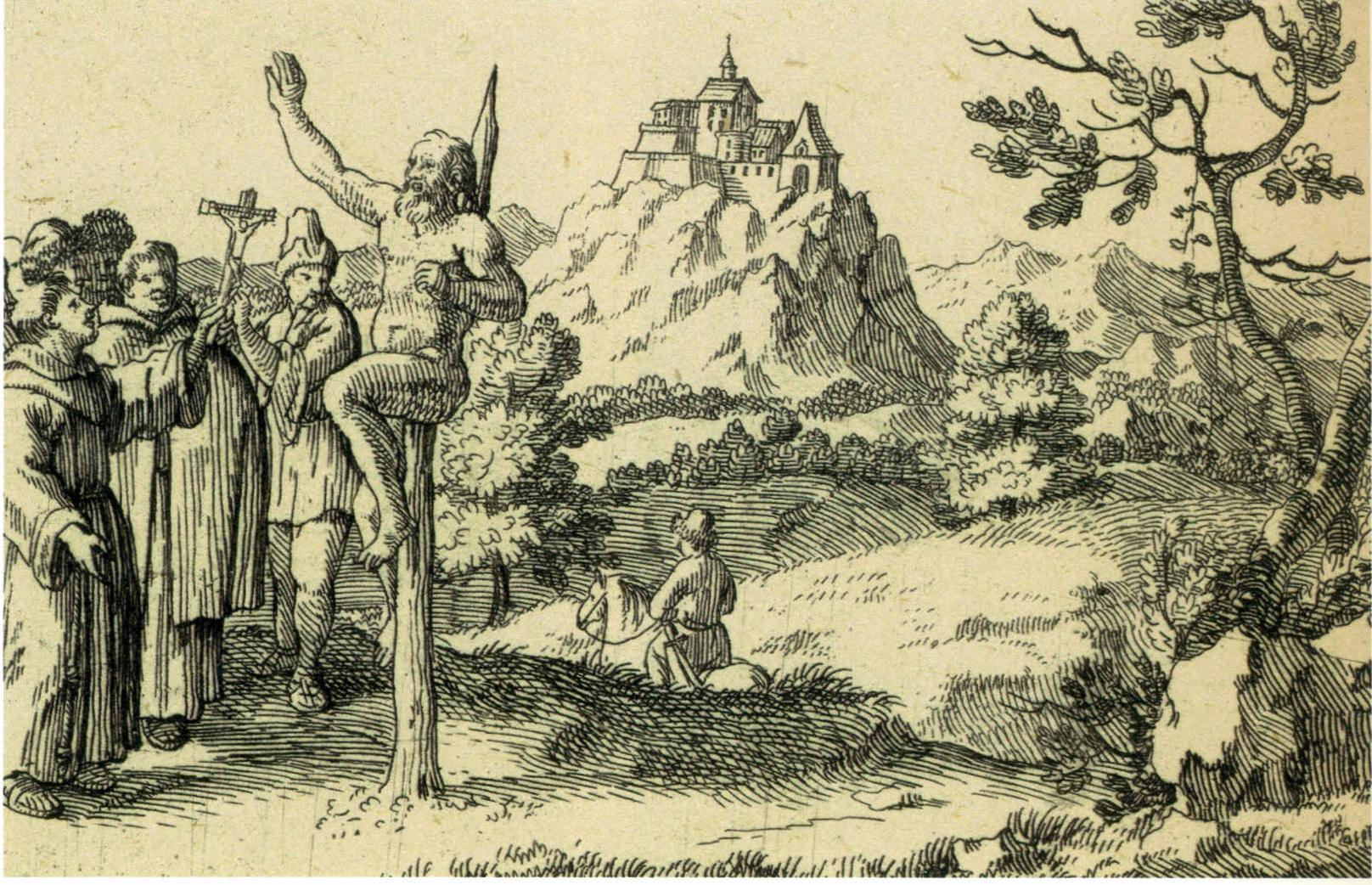
A gesztesi vár Nypoort 1686-os rézkarcán, az előtérben karóbahúzással

Várgesztes (Gesztes) közelében, a Vértes hegység erdei között bújik meg egy laposabb hegycsúcson Gesztes vára.

## Története
A 13. század végén a Csák nemzetség több kővárat is emeltetett birtokai védelmére, közéjük tartozott a jelenlegi vár helyén létesített korai erődítmény is. Bár az anarchikus belháború során Károly Róbertet támogatták a trónért folytatott harcában, az uralkodó mégis félt a hatalmát veszélyeztető újabb főúri birtokkoncentrációtól, ezért 1326-ban más földekért cserébe megszerezte Gesztest.
A vár első említése 1332-ből maradt fenn. Korabeli adatok szerint 1342 körül Nagy Lajos király utasítására teljesen lebontották a Csák nemzetség várát, hogy helyébe egy kényelmesebb lakhatást biztosító vadászkastélyt emeljenek, amely a továbbiakban, a vadakban bővelkedő vértesi vadászterületet sűrűn felkereső uralkodó rezidenciájául szolgált. 1410 körül Luxemburgi Zsigmond király elzálogosította más váruradalmakkal együtt Hohenzollern Frigyes brandenburgi őrgrófnak, később a Rozgonyi család, majd az Újlakiak tulajdonába került át.
A 16. században már a török hódítók fenyegették a Dunántúl középső részét is, amelynek Bécs felé vezető hadászati fontosságú útjait zárta le a kicsiny vértesi királyi végvárak sora. 1529-ben még sikerrel verte vissza egy martalóc lovasportya rohamát az őrsége, de 1543-ban már a vár feladására kényszerültek. A magyarok hamarosan visszafoglalták, de 1558-ban ismét török kézre jutott. Egy 1577-es zsoldlista szerint helyőrségét 134 gyalogos katona látta el (nagyrészt a törökök szolgálatába szegődött délvidéki szerbek). Utolsó katonai akcióként, az 1683 őszén Bécs városa alatti katasztrofális török vereség hatására, kardcsapás nélkül kiürítették az Oszmán Birodalom katonái.
Gazdátlan védőműveit és épületeit a lakosság kezdte lebontani, sőt gróf Esterházy József földesúr engedélyével köveiből készítették el a majki kamalduli rendház épületegyüttesét is. 1795-ben a várat már romként említették. 1877-ben Rómer Flóris – a magyar műemlékvédelem atyja – felmérési rajzokat készített romjairól, majd 1942-ben Lux Géza és Csányi Károly kutatta a várat. 1932-ben a Munka Turista Egylet turistaházat épített a vár délnyugati részén.
Az állagmegóvásra csak az 1960-as években került sor. A belső vár épülettömbjében turistaszálló és vendéglő üzemelt, míg a külső vár falai szinte az alapokig lepusztultak. Az épület 1996-ig állami tulajdonban volt, ezt követően megyei önkormányzati tulajdonba került, ahonnan 2012. január elsején az önkormányzat ismét állami tulajdonba adta, a vagyonkezelője a megyei Ingatlankezelő Központ volt. 2013. október 31-től a vagyonkezelő a Szociális és Gyermekvédelmi Főigazgatóság Komárom-Esztergom Megyei Kirendeltsége. A turistaszálló és vendéglő 2013. november 1-jén bezárt, mivel a vár állaga – az állami támogatás teljes hiánya folytán – életveszélyessé vált, azóta a vár nem látogatható. Az életveszélyes részek kárenyhítési munkálatait 2014 tavaszán tervezték elkezdeni.

## Leírása
A mai Várgesztes községtől délre álló Gesztesi vár helyén először a Vértes hegység egyik vadászkastélya állhatott, és csak a XV. század vége felé szolgálhatott várként megerősített formájában.
A vár két részből: egy külső várfalból, és egy ahhoz kapcsolódó négyzet alakú toronyból és egy belső várból és a külső várfal és a belső vár közt levő várudvarból állt.
A belső vár alaprajza hosszan elnyúló téglalap, úgynevezett "háromsejtes" elrendezéssel; az északi oldalán pilléres, felvonóhidas bejárattal, a közelben a kapu védelmére szolgáló toronnyal.
A feltárásokkor végzett vizsgálatok szerint a vár és a hozzá tartozó védelmi rendszer építése négy korszakra bontható:
- Először csak a megerősített vadászkastély állt.
- Majd Zsigmond király korában (XIV. század) átépítették. Ekkor épült meg a belső vár második emelete.
- 1543 és 1558 között a vár bejáratát erősítették meg, és a pilléreken álló felvonóhídhoz két "farkasvermet" is építettek.
- Később, mikor a vár török uralom alá került a törökök kazamatasort építettek a belső vár bejárata és a nyugati torony közötti szakaszon. Ekkor épülhetett a külső homlokzathoz toldott több kemence és a déli homlokzathoz csatlakozó torony is.

## Képek

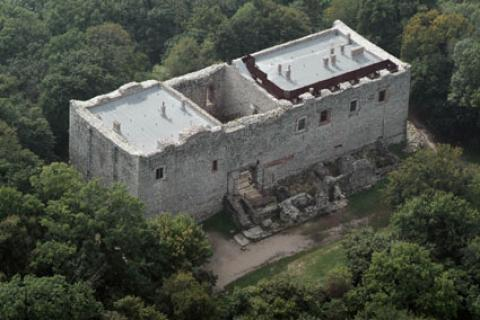
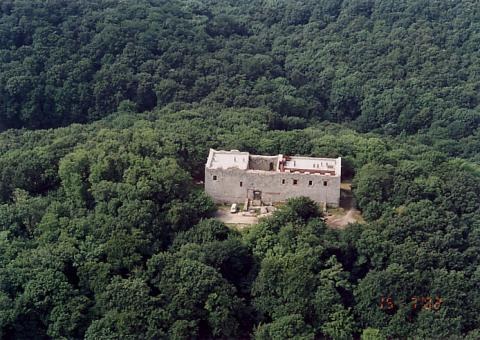
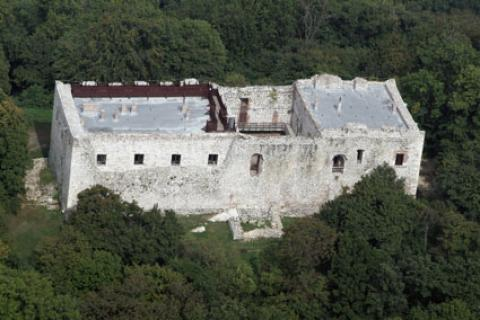

## További irodalom
- Csányi Károly–Lux Géza: A gesztesi várrom In: Technika, 1942/7. szám
- Erdei F.: A gesztesi vár helyreállítása In: Folia Archaelogica XVI, 1964.
- Fucskár Ágnes, Fucskár József Attila: Várak Magyarországon. Budapest, Alexandra Kiadó, 2015. 36-37. oldal. ISBN 978-963-357-649-6

## Külső hivatkozások
- Gesztes.hu – helytörténeti honlap
- vitanyvar.hu – A Vitányvár Baráti Kör Egyesület honlapja